# Али Алиу
Али Алиу (на албански: Ali Aliu; на македонска литературна норма: Али Алиу) е албански писател, есеист, критик и преводач от Северна Македония, академик на Македонската и на Косовската академия на науките и изкуствата.

## Биография
Роден е в 1934 година в преспанското село Крани, тогава в Югославия. По произход е албанец. Завършва Филологическия факултет на Скопския университет, както и албанистика в Белградския университет. От 1959 година работи за различни вестници на албански език. Защитава докторат в 1974 година върху албанския писател Петро Марко и преподава литература във Филологическия факултет на Прищинския университет до 1990 година, когато е уволнен по политически причини. По-късно преподава в частния Университет на Югоизточна Европа в Тетово.
Член е на Дружеството на писателите на Македония от 1975 година. Член е на Демократичната лига на Косово, на Македонския и на Косовския ПЕН център.